# Urâți, murdari și răi (film)
Urâți, murdari și răi (titlul original: în italiană Brutti, sporchi e cattivi) este un film italian regizat de Ettore Scola în 1976.
Cronica vieții unei familii de săraci într-un bidonvil roman. Bătrânul Giacinto, interpretat remarcabil de Nino Manfredi, veghează aprig asupra baniilor lui câștigați cu prețul unui ochi și pe care toată gașca încearcă să i-i fure. În afară de Manfredi, mai toți actori sunt amatori, unii fiind chiar locuitori ai periferiei romane.

## Fișă tehnică
- Regia : Ettore Scola
- Scenariul : Ettore Scola, Ruggero Maccari
- Dialogurile : Sergio Citti
- Imaginea : Dario Di Palma
- Muzica : Armando Trovajoli
- Producția : Carlo Ponti
- Durata : 115 de minute
- Genurile : Comedie

## Distribuție
- Nino Manfredi – Giacinto Mazzatella
- Linda Moretti – Matilde Mazzatella
- Francesco Annibaldi – Domizio
- Ettore Garofalo – Camillo
- Franco Merli – Fernando
- Maria Bosco – Gaetana
- Maria Luisa Santella – Iside
- Giselda Castrini – Lisetta
- Alfredo D'Ippolito – Plinio
- Giancarlo Fanelli – Paride
- Marina Fasoli – Maria Libera
- Marco Marsili – Marce
- Linda Moretti – Matilde
- Luciano Pagliuca – Romolo
- Giuseppe Paravati – Tato
- Silvani Priori – Soția lui Paride
- Giovanni Rovini – Sora Antonecchia
- Adriana Russo – Dora
- Mario Santella – Adolfo
- Marcella Battisti – Marcella Celhoio
- Francesco Crescimone – Comisarul
- Beryl Cunningham – Baraccata Negra
- Silvia Ferluga – Maga
- Zoe Incrocci – Madre Tommasina
- Franco Marino – Părintele Santandrea
- Marcella Michelangeli – Angajata de la Poștă
- Clarisse Monaco – Tommasina
- Aristide Piersanti – Cesaretto
- Assunta Stacconi – Assunta Celhoio
- Ennio Antonelli – Oste

## Premii
Premiu pentru punerea în scenă, Festivalul de la Cannes 1976
1. ↑   http://www.mafab.hu/movies/brutti-sporchi-e-cattivi-28107.html, accesat în 8 aprilie 2016 Lipsește sau este vid: |title= (ajutor)
2. 1 2   http://www.filmaffinity.com/en/film625778.html, accesat în 8 aprilie 2016 Lipsește sau este vid: |title= (ajutor)
3. ↑   http://www.adorocinema.com/filmes/filme-45/, accesat în 8 aprilie 2016 Lipsește sau este vid: |title= (ajutor)
4. ↑   http://www.imdb.com/title/tt0074252/, accesat în 8 aprilie 2016 Lipsește sau este vid: |title= (ajutor)
5. 1 2 3 4 5   http://movieweb.com/movie/brutti-sporchi-e-cattivi/, accesat în 8 aprilie 2016 Lipsește sau este vid: |title= (ajutor)
6. 1 2 3 4 5 6 7 8 9 10 11 12 13   http://www.imdb.com/title/tt0074252/fullcredits, accesat în 8 aprilie 2016 Lipsește sau este vid: |title= (ajutor)
7. 1 2 3 4 5 6 7 8 9 10   https://www.imdb.com/title/tt0074252/releaseinfo Lipsește sau este vid: |title= (ajutor)